# The Devil Is a Woman
The Devil Is a Woman é um filme estadunidense de 1935, do gênero drama, dirigido por Josef von Sternberg. O fracasso comercial da película precipitou a saída de Sternberg da Paramount Pictures e marcou o fim de sua longa associação com Marlene Dietrich, com quem trabalhou sete vezes. O filme é elogiado pela magnífica fotografia, assumida pelo próprio diretor com assistência de Lucien Ballard, pelos figurinos e pela direção de arte, que proporcionaram um clima onírico à fita. Segundo A. C. Gomes Filho, um crítico definiu o resultado final como "Goya e o barroco vistos por um alemão expressionista".
A Paramount teve problemas com o governo espanhol, que considerou algumas cenas ofensivas ao povo daquele país e exigiu que todas as cópias fossem destruídas. Dado como perdido, o filme reapareceu em uma retrospectiva de Sternberg em 1959, graças a Marlene Dietrich, que ofereceu a cópia de sua coleção particular.
O roteiro teve a colaboração de John dos Passos e é baseado no romance La Femme et le Pantin (1898), do escritor francês Pierre Louÿs. Essa mesma obra serviu de fonte para Cet Obscur Objet du Désir, que Luis Buñuel dirigiu em 1977.

## Sinopse
Sevilha, Carnaval de 1890. Concha Perez é a femme fatale que atrai para sua teia o jovem militar Antonio Galván. Antonio conta para o Capitão Don Pasqual, seu amigo mais velho, que está apaixonado. Don Pasqual, então, confessa que já se relacionou com essa mulher, que lhe arruinou a vida ao fazer dele gato e sapato e depois abandoná-lo por coisa melhor. Antonio promete se afastar do perigo, mas a essa altura já está enfeitiçado. Enquanto isso, Don Pasqual, ao trazer à tona aquela enxurrada de recordações, descobre-se ainda preso à sedução de Concha, pois, quando encontra o casal a se divertir pelas ruas da cidade, deixa-se levar pelo ciúme e desafia Antonio para um duelo.

## Elenco
| Ator/Atriz            | Personagem                |
| --------------------- | ------------------------- |
| Marlene Dietrich      | Concha Perez              |
| Lionel Atwill         | Capitão Don Pasqual       |
| Edward Everett Horton | Governador Don Paquito    |
| Alison Skipworth      | Sra. Perez                |
| Cesar Romero          | Antonio Galvan            |
| Don Alvarado          | Morenito                  |
| Francisco Moreno      | Alfonso                   |
| Luisa Espinal         | Dançarina cigana          |
| Donald Reed           | Miguelito (não-creditado) |